# Blocco siculo-ibleo
Per blocco siculo-ibleo s'intende un complesso sistema territoriale di fratture, parte del grande bacino della Sicilia orientale e centro-orientale, interessato da fenomeni di subduzione e di roll-back sia dall'Arco Calabrese – che incontra il seamount che dà luogo all'Arco Eoliano – e sia dalla convergenza di due altre placche, l'Africana e l'Euroasiatica.
Tutto il "Blocco", dal punto di vista della sismicità – perché causa nel corso della storia di terremoti e di maremoti di varia intensità – è fondamentalmente costituito da tre principali strutture studiate dalla Sismologia, dette pure distretti, e sono classificati come tre distinti fenomeni cinematici: lungo la costa, insiste la cosiddetta  Scarpata di Malta (nota anche come faglia o placca « siculo-iblea », o più popolarmente conosciuta, come « scarpata Ibleo-Maltese ») – la sua potenza di sprigionare energia ricorda l'americana faglia di Sant'Andrea o ancora la faglia Nojima in Giappone –, ad est la faglia Alfeo-Etna nel mare Ionio occidentale (in inglese, AFS o Alfeo Fault System) e infine la faglia Ionica, detta pure IFS, o Ionian Fault System.
Tramite l'interazione con i blocchi siculo-ibleo e calabro-ionico si sarebbero formati sia i vulcani eoliani che i grandi terremoti di Val di Noto (come il sisma del 1693) e di Messina (come il sisma del 1908).

## Distretti

### Caratteristiche
Placca Eolie-Tindari-Letojanni
La scoperta è avvenuta dopo 18 anni di studi effettuati tramite stazioni GPS posizionate sull'intero territorio siciliano e nelle isole calabresi, queste partono dalle Isole Egadi a nord ovest raggiungono Ustica e arrivano fino alle Isole Eolie, poi scorrono verso oriente raggiungendo Malta e successivamente completando il perimetro alle Isole Egadi.
Nella zona di Ustica sono presenti faglie provocate dallo stesso blocco siculo-ibleo che provocherebbero terremoti di magnitudo moderata, invece nella zona di Messina converge la famosa placca Eolie-Tindari-Letojanni, ovvero il punto dove si presenta la zona di subduzione della placca euroasiatica con quella africana, dopo questa ipotesi si confermò la prolungazione delle faglie lungo il mare fino a Malta dove si trova la scarpata ibleo-maltese.
Placca siculo-iblea
La placca siculo-iblea è una microplacca situata tra la Sicilia e il Nord Africa; questa piccola placca è originata dalla grande placca euroasiatica e da quella africana.
Uno studio del 2018, condotto da un gruppo di ricercatori dell’Istituto Nazionale di Geofisica e Vulcanologia (INGV), ha evidenziato che la « Scarpata di Malta » sarebbe la principale "sorgente" dei magmi che alimenta le eruzioni dell’Etna e che, in passato, ha dato vita ai vulcani Iblei, oggi estinti.